# یوهی سوزوکی (بازیکن فوتبال، زاده ۱۹۷۸)
یوهی سوزوکی (ژاپنی: 鈴木 陽平؛ زادهٔ ۲۶ ژوئیهٔ ۱۹۷۸) یک بازیکن فوتبال اهل ژاپن است.
از باشگاه‌هایی که در آن بازی کرده‌است می‌توان به باشگاه فوتبال ونتفورت کوفو و باشگاه ورزشی یوکوهاما اشاره کرد.